# Alexandra Stadium
Das Alexandra Stadium (auch bekannt als Gresty Road, durch Sponsoringvertrag offiziell Mornflake Stadium) ist ein Fußballstadion in der englischen Stadt Crewe, Cheshire, Vereinigtes Königreich. Es ist die Spielstätte des Fußballvereins Crewe Alexandra. Die Anlage wurde 1898 eröffnet und bietet 10.153 Sitzplätze. 

## Geschichte
Den größten Zuschauerandrang erlebte das Alexandra Stadium am 30. Januar 1960, als 20.000 Zuschauer zur Partie der vierten Hauptrunde im FA Cup 1959/60 gegen Tottenham Hotspur anwesend waren. Bis zu Beginn der Spielzeit 1999/2000 bestand das Stadion fast ausschließlich aus Stehplätzen und wurde daraufhin für mehrere Millionen Pfund modernisiert. Zwischen 2006 und 2009 besuchten durchschnittlich etwa 5500 Zuschauer die Heimspiele von Crewe Alexandra. 2007 verkaufte der Verein die Namensrechte einer Tribüne an eine lokale Firma.
Im Juni 2021 wurde der langjährige Trikotsponsor Mornflake, Hersteller von Frühstücksflocken, bis zur Saison 2023/24 auch Namensgeber des Stadions. Es trägt den Namen Mornflake Stadium. Im Dezember 2023 verlängerten die Partner die Vereinbarung. Über die Dauer wurden keine Angaben gemacht. Mit dem alten Vertrag soll Crewe Alexandra 500.000 £ pro Jahr erhalten haben.